# Sylvie Guillem
Sylvie Guillem, född 25 februari 1965 i Paris, Frankrike, är en fransk ballerina. 
Hon blev en känd ballerina vid Parisoperan redan när hon var nitton år gammal, och sedan dess har hon dansat alla kända ballerinaroller. 1989 lämnade hon Paris för Royal Ballet i London, där hon nu är bosatt. Guillem har samarbetat med koreografer som William Forsythe, Maurice Béjart och Mats Ek. Hon har också dansat modern dans med bland andra Russell Maliphant.